# Солючка
Солючка — потік в Україні у Самбірському районі Львівської області. Лівий доплив річки Лінинки (басейн Дністра).

## Опис
Довжина потоку 3 км, Формується багатьма безіменними струмками.

## Розташування
Бере початок на північно-східній схилах гори Кобила (753 м). Тече на південний схід понад горою безіменною (557 м) і на північно-східній околиці села Велика Лінина впадає у річку Лінинку, ліву притоку річки Дністра.